# Katherine Grant
Pour les articles homonymes, voir Grant.
Katherine May Grant, née le 1er mai 1904 à Los Angeles et morte le 2 avril 1937 à San Bernardino en Californie, est une actrice américaine de la période du muet.

## Biographie
En 1922, peu de temps après ses 18 ans, encouragée par sa mère, Katherine Grant s'inscrit au concours de beauté Miss Los Angeles qu'elle remporte. Le producteur de cinéma Hal Roach lui propose alors un contrat et elle reçoit de petits rôles dans quelques comédies.
Le 8 décembre 1925, alors qu'elle traverse une rue près des studios de Hal Roach, elle est victime d'un accident avec délit de fuite. Heureusement, elle n'a pas de blessures physiques, mais les médecins lui conseillent cependant de prendre un repos prolongé. Craignant de mettre en péril ses chances de devenir célèbre, elle ne s’interrompt pas et tourne les jours suivants deux autres films. En mai 1926, elle est admise dans un sanatorium sous le nom d'emprunt de Ruth Woods afin de traiter une dépression nerveuse. Le psychiatre Victor Parkin attribue sa maladie au choc subi lors de l'accident et décrète qu'une longue période de calme absolu est impérative afin de ne pas mettre la vie de la jeune femme en danger.
Mais son état empirant, elle est admise à l'hôpital d'État Patton à San Bernardino où elle vivra le restant de sa vie. Elle meurt sous le nom de Katherine Kerr (le nom de sa mère) le 2 avril 1937, à l'âge de 32 ans. Son certificat de décès indique que la cause principale de la mort est une tuberculose pulmonaire, avec comme cause accessoire une démence précoce psychotique.

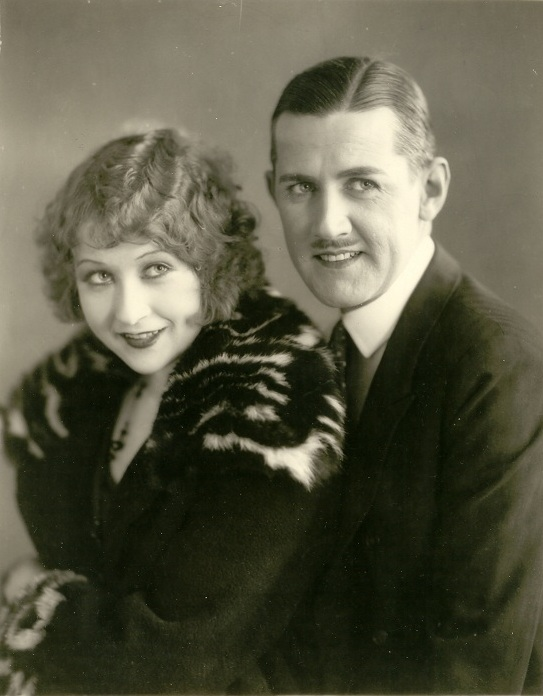
Avec Charley Chase.

## Filmographie partielle
- 1923 : Laurel dans la jungle (Roughest Africa) de Ralph Ceder
- 1923 : Cœurs givrés de J.A. Howe et Clarence Hennecke
- 1923 : Arracheur dedans (White Wings) de George Jeske
- 1923 : A Man About Town de George Jeske
- 1923 : La Sirène de midi de George Jeske
- 1923 : Le Héros de l'Alaska (The Soilers) de Ralph Ceder
- 1923 : Oranges et Citrons (Oranges and Lemons) de George Jeske
- 1924 : The Poor Fish de Leo McCarey
- 1924 : The Royal Razz de Leo McCarey
- 1924 : Why Men Work de Leo McCarey
- 1925 : Hello Baby! de Leo McCarey
- 1925 : The Family Entrance de Leo McCarey
- 1925 : Plain and Fancy Girls de Leo McCarey
- 1925 : Should Husbands Be Watched? de Leo McCarey
- 1925 : Hard Boiled de Leo McCarey
- 1925 : Is Marriage the Bunk? de Leo McCarey
- 1925 : Bad Boy de Leo McCarey
- 1925 : Looking for Sally de Leo McCarey
- 1925 : Une soirée de folie (What Price Goofy?) de Leo McCarey
- 1925 : Quelle vie! (Isn't Life Terrible?) de Leo McCarey
- 1925 : Innocent Husbands de Leo McCarey
- 1925 : Laughing Ladies de James W. Horne
- 1925 : No Father to Guide Him de Leo McCarey
- 1925 : La Fille de l'aubergiste de Leo McCarey
- 1925 : Quelle vie ! (Isn't Life Terrible?) de Leo McCarey
- 1925 : The Uneasy Three de Leo McCarey
- 1925 : Hold Everything de Leo McCarey et Fred Guiol
- 1925 : Charlie rate son mariage (His Wooden Wedding) de Leo McCarey
- 1926 : Charley My Boy de Leo McCarey